# Svatý Martin (ostrov)
Svatý Martin (nizozemsky Sint Maarten, francouzsky Saint-Martin) je ostrov souostroví Malých Antil ve východní části Karibského moře. Leží asi 250 km východně od Portorika a patří do severní části Závětrných ostrovů. Nejbližšími ostrovy jsou Anguilla (severně) a Svatý Bartoloměj (jižním směrem). Území ostrova je rozděleno mezi Francii a Nizozemské království.

## Historie
Svatý Martin byl v roce 1493 objeven Kryštofem Kolumbem a byl jím pojmenován podle svatého Martina z Tours, jehož výročí pohřbu připadá na 11. listopad. Původní jméno ostrova bylo „Souliga“ (město soli).
Pro bohatství soli se o Svatý Martin zajímaly téměř všechny evropské koloniální mocnosti. Situace se nakonec ustálila v takovém stavu, kdy je ostrov dodnes rozdělen na severní část, podřízenou Francii, a jižní, podřízenou Nizozemsku.

## Nizozemská část
Hlavním městem nizozemské jižní části zvané Sint Maarten je Philipsburg. Světoznámou proslulost přinesla ostrovu pláž Maho, z níž je možné sledovat a fotografovat z bezprostřední vzdálenosti přistávající a odlétající letadla na Mezinárodní letiště princezny Juliany (SXM). Sint Maarten byl až do října 2010 součástí Nizozemských Antil. V současnosti je jednou ze čtyř konstitučních zemí Nizozemského království.

## Francouzská část
Francouzská severní část Saint-Martin je od 22. února 2007 zámořským společenstvím Francie. Do té doby byla součástí francouzského zámořského departementu Guadeloupe. Hlavním městem této části je Marigot. V současnosti je turistika nejdůležitějším zdrojem příjmů obyvatel této ostrovní oblasti.